# Serrat Blanc (Abella de la Conca)

El Serrat Blanc, respecte del terme d'Abella de la Conca

El Serrat Blanc és un serrat que comença, al sud-oest, en el terme d'Abella de la Conca i, en direcció nord-est, s'endinsa en el de Conca de Dalt, dins de l'antic terme d'Hortoneda de la Conca, per on té la major part de recorregut. Constitueix el contrafort de l'extrem sud-oest de la Serra de Boumort. Tot és dins de la comarca del Pallars Jussà.
Està situada lluny dels nuclis habitats dels dos termes que trepitja, al nord-oest de Carreu, però fora de la vall del riu de Carreu. Té el punt més baix a les Solanes del Pla del Tro, a uns 1.350 m d'altitud, i s'enfila cap al nord-est, cap a la Serra de Planell Ras.

## Etimologia
Serrat Blanc és un topònim de caràcter descriptiu, fonamentat en el tipus de terreny del lloc, calcari, que li dona un aspecte marcadament blanc. Es tracta, doncs, d'un topònim romànic, és a dir, creat ja directament en català.